# Djetelina
Djetelina (lat. Trifolium) je rod biljaka s 245 vrste.
U govoru se djetelinom, nazivaju i srodne vrste lucerne (lat. Medicago), kokotca (lat. Melilotus) i taksonomski daleka vrsta zečja soca (lat. Oxalis acetosella).
Posebnost djeteline je, da može imati tri (puno češće) ili rjeđe, s četiri lista. Djetelina u prirodi raste na svim kontinentima osim Australije i Antarktike. U Australiji, rastu razne vrste djeteline, koje su uvezene s drugih kontinenata. Tamo nije domaća vrsta.
U poljoprivredi se 16 različitih vrsta djeteline koristi kao stočna hrana. Djetelina je u Europi i Sjevernoj Americi od velike gospodarske važnosti. 
Na korijenju djeteline u simbiozi žive bakterije koje obogaćuju tlo dušikom. Stoga je važna za poboljšanje plodnosti tla.
Djetelina je čest simbol. U kršćanstvu je simbol Presvetog Trojstva. Glavni je simbol Irske pod nazivom "shamrock". Također je simbol ljeta i ljubavi. Djetelina s četiri lista simbol je sreće.

## Vrste
1. Trifolium absconditum Molinari
2. Trifolium abyssinicum D.Heller
3. Trifolium acaule Steud. ex A.Rich.
4. Trifolium acutiflorum Murb.
5. Trifolium × adulterinum Beyer
6. Trifolium affine C.Presl
7. Trifolium africanum Ser.
8. Trifolium aintabense Boiss. & Hausskn.
9. Trifolium albopurpureum Torr. & A.Gray
10. Trifolium alexandrinum L.
11. Trifolium alpestre L.
12. Trifolium alpinum L.
13. Trifolium alsadami Post
14. Trifolium amabile Kunth
15. Trifolium ambiguum M.Bieb.
16. Trifolium amoenum Greene
17. Trifolium amphianthum Torr. & A.Gray
18. Trifolium amplectens Torr. & A.Gray
19. Trifolium andersonii A.Gray
20. Trifolium andinum Nutt.
21. Trifolium andricum Lassen
22. Trifolium angulatum Waldst. & Kit.
23. Trifolium angustifolium L.
24. Trifolium ankaratrense Bosser
25. Trifolium apertum Bobrov
26. Trifolium appendiculatum Lojac.
27. Trifolium argutum Banks & Sol.
28. Trifolium arvense L.
29. Trifolium attenuatum Greene
30. Trifolium aurantiacum Boiss. & Spruner
31. Trifolium aureum Pollich
32. Trifolium baccarinii Chiov.
33. Trifolium badium Schreb.
34. Trifolium barbigerum Torr.
35. Trifolium barbulatum (Freyn & Sint.) Zohary
36. Trifolium barnebyi (Isely) Dorn & Lichvar
37. Trifolium batmanicum Zohary & D.Heller
38. Trifolium beckwithii W.H.Brewer ex S.Watson
39. Trifolium bejariense Moric.
40. Trifolium × bertrandii Rouy
41. Trifolium berytheum Boiss. & Blanche
42. Trifolium biebersteinii Khalilov
43. Trifolium bifidum A.Gray
44. Trifolium bilineatum Fresen.
45. Trifolium billardierei Spreng.
46. Trifolium bithynicum Boiss.
47. Trifolium bivonae Guss.
48. Trifolium blancheanum Boiss.
49. Trifolium bobrovii Khalilov
50. Trifolium bocconei Savi
51. Trifolium boissieri Guss.
52. Trifolium bolanderi A.Gray
53. Trifolium bordsilovskyi Grossh.
54. Trifolium brandegeei S.Watson
55. Trifolium breweri S.Watson
56. Trifolium brutium Ten.
57. Trifolium buckwestiorum Isely
58. Trifolium bullatum Boiss. & Hausskn.
59. Trifolium burchellianum Ser.
60. Trifolium calcaricum J.L.Collins & Wieboldt
61. Trifolium campestre Schreb.
62. Trifolium canescens Willd.
63. Trifolium carolinianum Michx.
64. Trifolium caudatum Boiss.
65. Trifolium cernuum Brot.
66. Trifolium cheranganiense J.B.Gillett
67. Trifolium cherleri L.
68. Trifolium chilaloense Thulin
69. Trifolium chilense Hook. & Arn.
70. Trifolium chlorotrichum Boiss. & Balansa
71. Trifolium ciliolatum Benth.
72. Trifolium circumdatum Kunze
73. Trifolium clypeatum L.
74. Trifolium congestum Guss.
75. Trifolium constantinopolitanum Ser.
76. Trifolium cryptopodium Steud. ex A.Rich.
77. Trifolium cyathiferum Lindl.
78. Trifolium dalmaticum Vis.
79. Trifolium dasyphyllum Torr. & A.Gray
80. Trifolium dasyurum C.Presl
81. Trifolium davisii M.Hossain
82. Trifolium decorum Chiov.
83. Trifolium dedeckerae J.M.Gillett
84. Trifolium depauperatum Desv.
85. Trifolium dichotomum Hook. & Arn.
86. Trifolium dichroanthoides Rech.f.
87. Trifolium dichroanthum Boiss.
88. Trifolium diffusum Ehrh.
89. Trifolium dolopium Heldr. & Hochst. ex Gibelli & Belli
90. Trifolium douglasii House
91. Trifolium dubium Sibth.
92. Trifolium echinatum M.Bieb.
93. Trifolium egrissicum Mikheev & Magulaev
94. Trifolium elgonense J.B.Gillett
95. Trifolium elizabethiae Grossh.
96. Trifolium eriocephalum Nutt.
97. Trifolium eriosphaerum Boiss.
98. Trifolium erubescens Fenzl
99. Trifolium euxinum Zohary
100. Trifolium eximium Stephan ex Ser.
101. Trifolium farayense Mouterde
102. Trifolium fergan-karaeri M.Keskin
103. Trifolium fontanum Bobrov
104. Trifolium fragiferum L.
105. Trifolium friscanum (S.L.Welsh) S.L.Welsh
106. Trifolium fucatum Lindl.
107. Trifolium gemellum Pourr. ex Willd.
108. Trifolium gillettianum Jacq.-Fél.
109. Trifolium glanduliferum Boiss.
110. Trifolium globosum L.
111. Trifolium glomeratum L.
112. Trifolium gordeievii (Kom.) Z.Wei
113. Trifolium gracilentum Torr. & A.Gray
114. Trifolium grandiflorum Schreb.
115. Trifolium gymnocarpon Nutt.
116. Trifolium hatschbachii Vincent & Butterworth
117. Trifolium haussknechtii Boiss.
118. Trifolium haydenii Porter
119. Trifolium heldreichianum (Gibelli & Belli) Hausskn.
120. Trifolium hirtum All.
121. Trifolium howellii S.Watson
122. Trifolium humile Ball
123. Trifolium hybridum L.
124. Trifolium incarnatum L.
125. Trifolium infamia-ponertii Greuter
126. Trifolium israeliticum D.Zohary & Katzn.
127. Trifolium isthmocarpum Brot.
128. Trifolium jokerstii Vincent & Rand.Morgan
129. Trifolium juliani Batt.
130. Trifolium kentuckiense Chapel & Vincent
131. Trifolium kingii S.Watson
132. Trifolium kurdistanicum S.Yousefi, Assadi & Ghaderi
133. Trifolium lanceolatum (J.B.Gillett) J.B.Gillett
134. Trifolium lappaceum L.
135. Trifolium latifolium (Hook.) Greene
136. Trifolium latinum Sebast.
137. Trifolium leibergii A.Nelson & J.F.Macbr.
138. Trifolium lemmonii S.Watson
139. Trifolium leucanthum M.Bieb.
140. Trifolium ligusticum Loisel.
141. Trifolium longidentatum Nábelek
142. Trifolium longipes Nutt.
143. Trifolium lucanicum Gasp.
144. Trifolium lugardii Bullock
145. Trifolium lupinaster L.
146. Trifolium macraei Hook. & Arn.
147. Trifolium macrocephalum (Pursh) Poir.
148. Trifolium masaiense J.B.Gillett
149. Trifolium mattirolianum Chiov.
150. Trifolium mazanderanicum Rech.f.
151. Trifolium medium L.
152. Trifolium meduseum Blanche ex Boiss.
153. Trifolium meironense Zohary & Lerner
154. Trifolium mesogitanum Boiss.
155. Trifolium michaelis Greuter
156. Trifolium michelianum Savi
157. Trifolium micranthum Viv.
158. Trifolium microcephalum Pursh
159. Trifolium microdon Hook. & Arn.
160. Trifolium miegeanum Maire
161. Trifolium minutissimum D.Heller & Zohary
162. Trifolium modestum Boiss.
163. Trifolium monanthum A.Gray
164. Trifolium montanum L.
165. Trifolium multinerve (Hochst.) A.Rich.
166. Trifolium mutabile Port.
167. Trifolium nanum Torr.
168. Trifolium nerimaniae M.Keskin
169. Trifolium × neyrautii Rouy
170. Trifolium nigrescens Viv.
171. Trifolium noricum Wulfen
172. Trifolium obscurum Savi
173. Trifolium obtusiflorum Hook.
174. Trifolium occidentale Coombe
175. Trifolium ochroleucon Huds.
176. Trifolium oliganthum Steud.
177. Trifolium olivaceum Greene
178. Trifolium orbelicum Velen.
179. Trifolium ornithopodioides L.
180. Trifolium owyheense Gilkey
181. Trifolium pachycalyx Zohary
182. Trifolium palaestinum Boiss.
183. Trifolium pallescens Schreb.
184. Trifolium pallidum Waldst. & Kit.
185. Trifolium palmeri S.Watson
186. Trifolium pamphylicum Boiss. & Heldr.
187. Trifolium pannonicum Jacq.
188. Trifolium parnassi Boiss. & Spruner
189. Trifolium parryi A.Gray
190. Trifolium patens Schreb.
191. Trifolium patulum Tausch
192. Trifolium pauciflorum d'Urv.
193. Trifolium philistaeum Zohary
194. Trifolium phitosianum N.Böhling, Greuter & Raus
195. Trifolium phleoides Pourr. ex Willd.
196. Trifolium physanthum Hook. & Arn.
197. Trifolium physodes Steven ex M.Bieb.
198. Trifolium pichisermollii J.B.Gillett
199. Trifolium pignantii Fauché & Chaub.
200. Trifolium pilczii Adamovic
201. Trifolium pilulare Boiss.
202. Trifolium piorkowskii Rand.Morgan & A.L.Barber
203. Trifolium plebeium Boiss.
204. Trifolium plumosum Douglas ex Hook.
205. Trifolium polymorphum Poir.
206. Trifolium polyodon Greene
207. Trifolium polyphyllum C.A.Mey.
208. Trifolium polystachyum Fresen.
209. Trifolium praetermissum Greuter, Pleger & Raus
210. Trifolium pratense L.
211. Trifolium productum Greene
212. Trifolium prophetarum M.Hossain
213. Trifolium pseudomedium Hausskn.
214. Trifolium pseudostriatum Baker f.
215. Trifolium pulchellum Schischk.
216. Trifolium purpureum Loisel.
217. Trifolium purseglovei J.B.Gillett
218. Trifolium quartinianum A.Rich.
219. Trifolium radicosum Boiss. & Hohen.
220. Trifolium rechingeri Rothm.
221. Trifolium reflexum L.
222. Trifolium repens L.
223. Trifolium resupinatum L.
224. Trifolium retusum L.
225. Trifolium × retyezaticum Nyár.
226. Trifolium rhizomatosum O.Schwarz
227. Trifolium rhombeum S.Schauer
228. Trifolium riograndense Burkart
229. Trifolium rollinsii J.M.Gillett
230. Trifolium roussaeanum Boiss.
231. Trifolium rubens L.
232. Trifolium rueppellianum Fresen.
233. Trifolium ruprechtii Tamamsch. & Fed.
234. Trifolium salmoneum Mouterde
235. Trifolium sannineum Mouterde
236. Trifolium sarosiense Hazsl.
237. Trifolium saxatile All.
238. Trifolium scabrum L.
239. Trifolium schimperi (Hochst.) A.Rich.
240. Trifolium schneideri Standl.
241. Trifolium × schwarzii Wein
242. Trifolium scutatum Boiss.
243. Trifolium sebastiani Savi
244. Trifolium semipilosum Fresen.
245. Trifolium simense Fresen.
246. Trifolium sintenisii Freyn
247. Trifolium somalense Taub. ex Harms
248. Trifolium sonorense T.K.Ahlq. & Vincent
249. Trifolium spadiceum L.
250. Trifolium spananthum Thulin
251. Trifolium spumosum L.
252. Trifolium squamosum L.
253. Trifolium squarrosum L.
254. Trifolium stellatum L.
255. Trifolium steudneri Schweinf.
256. Trifolium stipulaceum Thunb.
257. Trifolium stoloniferum Muhl.
258. Trifolium stolzii Harms
259. Trifolium striatum L.
260. Trifolium strictum L.
261. Trifolium subterraneum L.
262. Trifolium suffocatum L.
263. Trifolium sylvaticum Gérard
264. Trifolium tembense Fresen.
265. Trifolium tenuifolium Ten.
266. Trifolium thalii Vill.
267. Trifolium thompsonii C.V.Morton
268. Trifolium tomentosum L.
269. Trifolium × traplii Domin
270. Trifolium triaristatum Bertero ex Colla
271. Trifolium trichocalyx A.Heller
272. Trifolium trichocephalum M.Bieb.
273. Trifolium trichopterum Pancic
274. Trifolium tumens Steven ex M.Bieb.
275. Trifolium ukingense Harms
276. Trifolium uniflorum L.
277. Trifolium usambarense Taub.
278. Trifolium variegatum Nutt.
279. Trifolium vavilovii Eig
280. Trifolium velebiticum Degen
281. Trifolium velenovskyi Vandas
282. Trifolium vernum Phil.
283. Trifolium vesiculosum Savi
284. Trifolium vestitum D.Heller & Zohary
285. Trifolium virginicum Small
286. Trifolium wentzelianum Harms
287. Trifolium wettsteinii Dörfl. & Hayek
288. Trifolium wigginsii J.M.Gillett
289. Trifolium willdenovii Spreng.
290. Trifolium wormskioldii Lehm.
291. Trifolium xanthinum Freyn

## Sinonimi
- Amarenus C.Presl
- Amoria C.Presl
- Bobrovia A.P.Khokhr.
- Calycomorphum C.Presl
- Chrysaspis Desv.
- Dactiphyllon Raf.
- Dactiphyllum Raf.
- Falcatula Brot.
- Lagopus Hill
- Lagopus Bernh.
- Lojaconoa Bobrov
- Loxospermum Hochst.
- Lupinaster Fabr.
- Micrantheum C.Presl
- Microphyton Fourr.
- Mistyllus C.Presl
- Ochreata (Lojac.) Bobrov
- Paramesus C.Presl
- Pentaphyllon Pers.
- Triphylloides Moench
- Ursia Vassilcz.
- Ursifolium Doweld
- Xerosphaera Soják